# 中国近现代新闻出版博物馆
中国近现代新闻出版博物馆是一座位于上海市杨浦区周家嘴路沙岭路的国家级新闻主题博物馆。2023年6月29日开馆，6月30日对公众开放。

## 历史
2003年博物馆启动筹备工作，已入库藏品数万件。2019年上海书展闭幕式上宣布将在上海杨浦区开工建设。2021年5月17日晚，博物馆正式亮灯。2023年6月29日开馆，6月30日对公众开放。

## 出版物
- 《原版初心——党的出版早期文献萃编》：丛书，共8册，上海书店出版社出版。[6]
- 《新闻出版博物馆》：期刊，半年刊。[7]

## 交通
- 上海轨道交通12号线隆昌路站